# Republic F-105 Thunderchief

Um caça F-105 lançando bombas sobre o Vietnã durante a Operação Rolling Thunder (década de 1960).

F-105 Thunderchief foi um caça-bombardeiro supersônico usado pelos Estados Unidos entre as décadas de 1950 e 80. O jato de combate, capaz de alcançar velocidade Mach 2, foi utilizado principalmente para bombardeios do Vietnã do Norte nos primeiros anos da Guerra do Vietnã.

## Desenvolvimento
Na época em que o F-84F estava entrando em serviço, a Republic, que havia conseguido grande reputação com os seus P-47 thunderbolt e F-84E Thunderjet, já começava a estudar o seu substituto. Esta aeronave teria por missão básica o ataque nuclear  e convencional tático em quaisquer condições meteorológicas, de dia ou de noite, e também um grande raio de ação  e alta velocidade.foram contratados 2 protótipos em 1954, com o 1º voo previsto para meados de 1955, mas devido a uma motorização medíocre estes protótipos não foram concluídos; Logo depois, já com a motorização do J-75, conclui-se os protótipos YF-105B,que entraria em serviço em 1958, ou seja, com mais de 3 anos de atraso;  Apesar de nãos serem bipostos, o F-105B deu lugar já em 1960 ao F-105D, que tinha entre outras melhorias, o mais potente motor J75-19W, de 11,113kg, contra os originais 10,660kg, o novíssimo radar NASARR mono pulso e sistema Doppler, de navegação sobre o terreno. Foi com este modelo que os pilotos americanos entraram na guerra do Vietnã; Era popularmente chamado de 'Thud' por seus tripulantes e mecânicos.
Foi adaptado para carregar mais poder de fogo em bombas comuns que os bombardeiros B-17 e B-29 da Segunda Guerra Mundial e foi a aeronave de combate mais usada para os bombardeios sobre o Vietnã nas primeiras fases da guerra. Durante a guerra, 386 deles foram derrubados ou avariados, de um total de 833 produzidos, com a morte de 62 tripulantes, e apesar de ter menos maleabilidade e agilidade que os pequenos MiG de interceptação dos norte-vietnamitas, o avião demonstrou o poder de fogo de seus canhões na guerra aérea, abatendo 27 aviões inimigos.

## Operações
Durante a Guerra do Vietnã, o F-105F, que eram uma encomenda especial da USAF feita em 1962 de 143 aeronaves novas biplaces se mostrou o mais eficiente avião norte-americano no combate a defesas antiaéreas, sendo o responsável por combater diretamente as plataformas de mísseis antiaéreos dos norte-vietnamitas, enquanto os demais bombardeiros realizavam suas missões tentando evitar artilharia antiaérea. Eram os primeiros a entrar sobre a área alvo inimiga e os últimos a saírem. Podiam levar os míssesi AGM-45 Shrike, que eram muito problemáticos, pois bastavam os norte-vietnamitas desligarem os radares para os mísseis "esquecerem" da sua posição e errarem o alvo. Devido a isto, a maioria dos ataque foi realizado com bombas de 454kg e 943kg, desta forma, eliminado totalmente o alvo, já que o AGM-45 só destruia a antena. Podia também levar o AGM-12 Bullpup, mas a aeronave precisava "iluminar" todo o tempo a direção do míssil, o que o tornava muito vulnerável. Apesar de seu peso de 23,874kg, a aeronave podia voar à velocidade do som ao nível do mar e em Mach 2, o dobro, em grande altitude, levando 6.700kg de bombas e mísseis. Nos últimos anos da guerra, o F-105G, a versão mais completa para combate as baterias de misseis SAM, equipada com contramedidas passivas e ativas de alerta e ataque a  radares. mas com capacidade de ataque convencional, foi substituído pelas versões do F-4 Phantom II e pelo F-111, mas permaneceu em serviço na frota área norte-americana até 1984.